# دنویل (آرکانزاس)
دنویل (آرکانزاس) (به انگلیسی: Danville, Arkansas) یک شهر در ایالات متحده آمریکا با جمعیت ۲٬۳۹۲ نفر است که در آرکانزاس واقع شده‌است.